# Cormocephalus pontifex
Cormocephalus pontifex är en mångfotingart som beskrevs av Carl Graf Attems 1928. Cormocephalus pontifex ingår i släktet Cormocephalus och familjen Scolopendridae.
Artens utbredningsområde är:
- Botswana.
- Namibia.

Inga underarter finns listade i Catalogue of Life.